# Conquête inca du Collao
Guerre colla-inca
Guerre inca-mapuche
Guerre inca-diaguita
Guerre inca-chicha
Guerre inca-huarpe
La conquête inca du Collao, également appelée la guerre du Collao, fait référence à l'expansion de l'Empire inca, par la force militaire et diplomatique, dans le  plateau du Collao réparti entre les États actuels du sud-est du Pérou, la Bolivie occidentale, le nord-ouest de l'Argentine et les parties orientales du Chili.
L'Empire inca s'est étendu dans le nord-ouest de l'Argentine au moins un demi-siècle avant la conquête espagnole par Francisco Pizarro. Selon John Rowe, l'Inca Túpac Yupanqui est entré avec son armée sur le territoire actuel de l'Argentine en 1479 et l'a incorporé au Qulla Suyu, ce qui contredit cependant les données archéologiques qui indiquent plus tôt une conquête aux environs de 1450. La domination inca dans la région a formellement pris fin avec l'expédition d'Almagro au Chili en 1535, à qui l'empereur Charles Quint a attribué le gouvernement de la nouvelle Tolède en 1534. La présence inca a laissée de nombreux toponymes en Argentine.

## Conquête inca du Collao

### Campagnes de Pachacútec
Pachacútec est le premier à entreprendre une expédition militaire dans le Collao entre 1445 et 1450. Il vainc alors les collas et les lupakas aux environs du lac Titicaca.

### Campagnes de Túpac Yupanqui
À la mort de l'inca Pachacútec en 1471, Túpac Yupanqui prend le trône. Pendant son règne a lieu une expédition parcourant le plateau du Collao en soumettant les collas insurgés et en conquérant les chichas en 1478. L'année suivante, il avance sur la province de Jujuy et vers 1480 il dirige une expédition militaire contre les diaguitas et les huarpes. 

## Référence
- (es) Cet article est partiellement ou en totalité issu de l’article de Wikipédia en espagnol intitulé « Guerra del Collao » (voir la liste des auteurs).

1. ↑  Henri Favre, Les Incas, Presses Universitaires de France
2. ↑  María Rostworowski, Le Grand Inca Pachacútec Inca Yupanqui,Tallandier, Paris, 2008
3. ↑  Charles J. Shields (2003). Perú. Monroe County, Alabama: Mason Crest Publishers, pp. 48.